# آن شيرلي (أنمي)
آن شيرلي (باليابانية: アン・シャーリー) هو مسلسل أنمي تلفزيوني ياباني من إنتاج ستديو ذا انسوير، وإخراج هيروشي كاواماتا. استنادًا إلى رواية آن الجملونات الخضراء للكاتبة لوسي مود مونتغمري، عُرض المسلسل لأول مرة في أبريل 2025.

## الشخصيات
- آن شيرلي

أداء صوتي: هونوكا إينوي
- ماريلا كوثبيرت

أداء صوتي: آيا ناكامورا
- ماثيو كوثبيرت

أداء صوتي: ياسونوري ماتسموتو
- غيلبيرت بلايث

أداء صوتي: ناويا مياسي
- ديانا بيري

أداء صوتي: يومي مياموتو
- جيه ايه هاريسون

أداء صوتي: هيكاري أوتا

## رابط خارجية
- آن شيرلي على موقع IMDb (الإنجليزية)
- آن شيرلي على موقع قاعدة بيانات الفيلم (الإنجليزية)
- آن شيرلي على موقع ANN anime (الإنجليزية)